# عارف آغا
عارف مصطفى آغا هو كاتب روائي ومحلل سياسي فلسطيني.

## من هو عارف آغا
ولد عارف آغا في مدينة صفد في فلسطين عام 1943م. التجأ وعائلته بعد النكبة بداية إلى مخيم النيرب للاجئين الفلسطينيين قرب حلب في سوريا عام 1948م حيث تلقى تعليمه الابتدائي في المخيم والإعدادي في معهد حلب العلمي (الكلية الأمريكية), أما تعليمه الثانوي فقد أتمه في ثانوية الكواكبي بدمشق التي انتقل إليها عام 1958م ثم التحق بجامعتها (جامعة دمشق) وحصل على الإجازة في الأدب الإنكليزي عام 1967م ثم التحق بفرع الفلسفة في نفس الجامعة وحصل على اجازة في الفلسفة وعلم الاجتماع عام 1972م. عمل بعد تخرجه مدرساً للغة الإنكليزية في مدارس وكالة الغوث (الاونروا) وفي بعض ثانويات دمشق الرسمية والمعاهد اللغوبة الخاصة.
في العام 1980م عمل محرراً في صحيفة (سيريا تايمز) التي تصدر باللغة الإنكليزية عن مؤسسة الوحدة للصحافة والطباعة والنشر في دمشق. وعلى مدى أكثر من ربع قرن كتب مئات المقالات السياسية والأدبية والفكرية في الصحف السورية كصحيفة (سيريا تايمز)، وتشرين، والثورة، وملحق البعث الفكري، ومجلة المناضل، ودوريتان هما صوت فلسطين وطريق القدس ودورية المقاومة (التي تصدر باللغة الانكليزية). وقد نشر العديد من الدراسات الفكرية والسياسية في بعض الدوريات والصحف العربية كمجلة الوحدة الإسلامية وجريدة السفير ودار الخليج ونشرة (سلسلة دراسات) الصادرة عن جمعية الصداقة الفلسطينية – الإيرانية. وقد شارك في العديد من البرامج الحوارية والتحاليل السياسية على الفضائية السورية وفضائية العالم الإيرانية. وهو عضو في اتحاد الكتاب والصحفيين الفلسطينيين وعضو في اتحاد الكتاب العرب.

## أعماله الروائية
- مخيم في الريح (1986م) طبعة أولى عن دار النسيم للطباعة.
- أزهار الصبار (1990م) طبعة أولى وثانية عن دار الاتحاد للطباعة.[2]
- قوة الأشياء (1993م) طبعة أولى عن دار الاتحاد للطباعة والنشر.[3]
- سيرة رجل رمادي (تحت الطبع).

## قوة الأشياء (رواية)
صدرت الطبعة الأولى من رواية قوة الأشياء عام 1993م وتدور أحداث الرواية حول شخصية عمر أيوب الذي يجسد الفلسطيني التائه، إذ عاش طفولته بلا أب ولا أم في مخيم بائس، وتوالت هذه الغربة لدى عائلة تبنته، ثم عاش غريباً في المدينة وفي المدرسة التبشيرية التي هي أبعد ما تكون عن واقع مخيمه، وإزاء هذه الغربة الساحقة أشعل النار في المدرسة انتقاماً لغربته فيها، فاحتواه الشارع شريداً جائعاً لكنه حر هذه المرة، وتشاء المصادفة أن يتبناه رجل آخر، وهذه المرة أيضاً انتقم لغربته وتيهه بحب زوجة معلمه الأولى المهجورة. عاش صراعاً حاداً بين خيانته وحبه لهذا الرجل الذي أنقذه من التشرد والجوع، لكن عمق التيه الذي يعذب هذا الفتى جعله يفر إلى الأكواخ المترامية على أطراف المدينة، وبدأ حياة جديدة تعرف خلالها على عائلة أخرى تمتاز بالقيم الأصيلة الطيبة البسيطة حيث عشق ابنة الأسرة الجميلة عذاب، لكن هذا العشق لم يدم طويلاً فقد تدخلت قوة الأشياء لتنتهي حبيبته قتيلة مغتصبة على يد بعض الأشرار، ويفقد هو ذاكرته إثر ضربة على رأسه من هؤلاء الأشرار. وخلال وجوده في الأكواخ دأب على القراءة والتعلم بكثافة حتى بات كاتباً مرموقاً، لكن حالة فقدان الذاكرة هذه استخدمها الروائي فنتازياً ليقول إن الوباء الذي يجتاح المدينة هو سبب هذا التيه الذي يعيشه عمر. وليكتشف عمر في نهاية الرواية أنه جزء من هذا الوباء ويعلن من خلال بعض ممارساته أن لا خيار في ذاك العالم الموبوء سوى أن يكون قاتلاً أو قتيلاً. تلك هي قوة الأشياء التي لعنها عمر ولعنها الروائي على لسانه حيث يقول في نهاية الرواية (اللعنة عليكم جميعاً).

## مخيم في الريح (رواية)
صدرت رواية مخيم في الريح عام 1990م. يقول عارف آغا من خلال روايته أنه ليس من المهم أن يعيش المرء طويلاً، الأهم أن يحقق ذاتك مهما كان العمر قصيراً وأن يكثف الزمن لتحقق ما يرى فيه ما يستحق الحياة.

## دراسات ومقالات تناولت روايات الكاتب
- دراسة الفضاء في الرواية الفلسطينية للدكتور يوسف حطيني (2009).[4]
- مقالة المخيم في الرواية الفلسطينية للروائي والكاتب جميل سلوم شقير (2010).[5]
- دراسة قوة الأشياء للروائي الفلسطيني عارف الآغا للكاتب الصحفي عماد رحمة (2018).[6]

## دراسة قوة الأشياء بقلم عماد خالد رحمة
يجتهد النقد الغربي بتقسيم الروايات على أنواع تشكيلاتها، فمرة رواية الشخصية، وأخرى رواية الأفعال، وهي هيّنة مرة ومركبة مرة أخرى، وقد ينزاح الفعل الروائي لينهض بسرد سيرة ذاتية، وأحياناً يتوهج المرجع الواقعي وهو يتحوّل إلى مرجع نصي إذ يغادر واقعيته الحرفية لينهض من خلال ذاتية الكاتب ولغته وإحساسه ومشاعره ورؤاه وإسقاطاته، حذفاً واستبدالاً، وإضافة.
رواية (قوة الأشياء) للروائي والباحث الفلسطيني عارف الأغا الصادرة في دمشق 1992 هي واحدة من الروايات المعقدة التي حاكت العقل والنفس فبدت رواية شخصية، كما بدت رواية الأفعال، كما هي رواية المرجع الواقعي المتوهج، وهي ذاتية في الآن نفسه.
«ما أصعب الكلام على الكلام» عبارة قالها (أبو حيان التوحيدي)، أسس من خلالها لنظرية نقدية، حاز بها فضل السبق، اسماها الحداثيون في النقد الغربي نظرية نقد النقد، حيث يتحول العمل النقدي من سلطة لإصدار الأحكام المعيارية الماقبلية، التي تصادر صوت الإبداع فتقتله في مهده، إلى نقد إبداعي فيه من الأدبية ما يجعله يوازي أو يضاهي لغة الإبداع. لكن في رواية (قوة الأشياء) تجد الأدب والنقد من داخل نص الأدب في تواز وانسجام.
لقد جسدت تجربة الروائي الفلسطيني عارف الأغا المقدرة القصوى للخاص الفلسطيني والعربي وهو يبحث له عن مكان ملائم له في العالم الكوني، ليكثف بذلك أعلى لحظة توتر في علاقة الخاص بالعام، وليعبّر عن أشد حالات معاناة المثقف الإشكالي. لقد جسد الروائي عارف الأغا في روايته (قوة الأشياء) قدرة عالية على القبض على مفردات الحياة اليومية وانعكاسها على الحالة النفسية والفكرية والفلسفية لبطل الرواية. فلو استعرضنا مصطلح لوكاتش عن البطل الإشكالي روائياً، ضمن القراءة التفسيرية التي يقدمها غولدمان، عن البطل الذي يبحث عن القيم في وسط منحل، والذي يطمح إلى بناء كليات نوعية جديدة على أنقاض بنى تقليدية متداعية، لوجدنا أن عارف الأغا هو البطل الروائي لنص الحياة العربية على مدى صفحات أعماله الروائية مثل (أزهار الصبار دمشق 1990 مطبوعات الاتحاد)، ورواية (مخيم في الريح 1986 مطبوعات النسيم) وروايته التي نحن بصدد الحديث عنها (قوة الأشياء). التي تدور حول شخصية عمر أيوب الذي يجسد الفلسطيني التائه، إذ عاش طفولته بلا أب ولا أم في مخيم بائس، وتوالت هذه الغربة لدى عائلة تبنته، ثم عاش غريباً في المدينة وفي المدرسة التي هي أبعد ما تكون عن واقع مخيمه، وإزاء هذه الغربة الساحقة أشعل النار في المدرسة التبشيرية انتقاماً لغربته فيها، فاحتواه الشارع شريداً جائعاً لكنه حر هذه المرة، وتشاء المصادفة أن يتبناه رجل آخر، وهذه المرة أيضاً انتقم لغربته وتيهه بحب زوجة معلمه الأولى المهجورة. عاش صراعاً حاداً بين خيانته وحبه لهذا الرجل الذي أنقذه من التشرد والجوع، لكن عمق التيه الذي يعذب هذا الفتى جعله يفر إلى الأكواخ المترامية على أطراف المدينة، وبدا حياة جديدة تعرف خلالها على عائلة أخرى تمتاز بالقيم الأصيلة الطيبة البسيطة حيث عشق ابنة الأسرة الجميلة عذاب، لكن هذا العشق لم يدم طويلاً فقد تدخلت قوة الأشياء لتنتهي حبيبته قتيلة مغتصبة على يد بعض الأشرار، ويفقد هو ذاكرته إثر ضربة على رأسه من هؤلاء الأشرار. وخلال وجوده في الأكواخ دأب على القراءة والتعلم بكثافة حتى بات كاتباً مرموقاً، لكن حالة فقدان الذاكرة هذه استخدمها الروائي فنتازياً ليقول إن الوباء الذي يجتاح المدينة هو سبب هذا التيه الذي يعيشه عمر. وليكتشف عمر في نهاية الرواية أنه جزء من هذا الوباء ويعلن من خلال بعض ممارساته أن لا خيار في ذاك العالم الموبوء سوى أن يكون قاتلاً أو قتيلاً. تلك هي قوة الأشياء التي لعنها عمر ولعنها الروائي على لسانه حيث يقول في نهاية الرواية (اللعنة عليكم جميعاً).
رواية قوة الأشياء واحدة من الأعمال الأدبية التي يمكن تصنيفها على أنها من الأدب العالمي. فالروائي عارف الأغا اتبع في هذه الرواية حركة المنهج من العقل إلى الواقع حيث تنبثق الوظيفة الاجتماعية بوصفها معادلاً للتاريخ، ويتفتح التاريخ بمثابته أس البنية التكوينية المنهجية في ممارسته الكتابية، عن علاقة خاصة ومتميزة مع الواقع في حركته الجاذبة والنابذة، فعبر جدل الجذب والنبذ تتبدى الذات المبدعة عن علاقة عضوية مع حركة المجتمع، في سكونه وحركته، في ثباته وتغيره، حيث وظيفة التغيير كامنة أبدا في علاقة عناصر البنية الداخلية للمنهج وللتاريخ، تتماهى بالتاريخ ويتماهى بها بوصفه صيرورة دائبة، وبوصف الذات المنتجة للفكر ليست محض توسط حسابي، يقيم توسطاته كشاهد حيادي، بل هو مندمج في حركة السيرورة التي قد تتباطأ أو تتسارع. يقول في الصفحة 154: (كنت على يقين أن حريتي في خطر، وربما أعود لأكون حشرة مرقمة، لكن الأمس غير اليوم، فأنا رجل آخر ولهذا لم أصغي إليه).
إذا كان لكل عمل فني، في بنيته المتعددة المستويات، مستوى خاص به يحكمها جميعاً، فإن المستوى السردي هو الذي يشغل هذا الموقع في العمل الروائي. وليس المستوى المقصود معطى أساسياً من عطيات الهيكلية البنيوية لأي إنتاج فني يضمن له تكامله ووحدته، وذلك حسب العديد من النقاد العالميين أمثال (التوسير)، وإنما هو أيضاً معطى جمالي تتمثل فيه خصوصية المجال الفني الذي يندرج فيه، ويبرز بالتالي من خلاله تمايزه من غيره من الأعمال والميادين، وبالقدر الذي كان فيه الشكليون الروس يعدّون جمالية ــ أو «شاعرية» فيلم سينمائي ما قائمة في عملية التوليف المعتمدة فيه، يمكننا تأكيد القيمة الجمالية التي يعطيها السرد للعمل الروائي. أما من جهة البنية التكوينية لفكر الرواية (قوة الأشياء) وموضوعها، وكذلك الفنية العالية التي اعتمدها الروائي عارف الأغا، فلهما حديث آخر.
على الرغم من أن هذا المستوى السردي ليس منعزلاً عن بقية المستويات الأخرى المؤلفة للعمل الروائي ككل، بخاصة مستوى المعنى ودلالاته بينهما، فإنه يتمتع باستقلالية نسبية عنها. ربما كان من الصعب أحياناً استخلاص هذا المستوى ومعالجته على حدة، إلا أن هذه الصعوبة لا تعني نقضاً لهذا الفهم البنيوي. إنما هي إحدى المشكلات التي على تحليل النص أن يتصدى لها. هذا التحليل الذي عليه، إذا أراد الإلمام بكامل الأبعاد الجمالية للنص أو معظمها، أن لا يكتفي في النهاية بمعالجة المستوى المقرر له الحاكم دون سواه، بل أن يعالج أيضاً علاقته بالبنية العامة للنص وبمسؤولياتها ومهامها وبمستوياتها المختلفة الأخرى. حيث يتخذ السارد لنفسه موقعاً يسرد من خلاله روايته، وهذا الموقع هو الذي تحدده زاوية الرؤية، فبإمكان السارد أن يستخدم ضمير المتكلم، أو ضمير الغائب، أو ضمير المخاطب، وبإمكانه أن ينتقل بين الضمائر الثلاثة.
بيد أن السرد القصصي أو الروائي ليس وحدة بسيطة، إنه وحدة معقدة هو الآخر، تجتمع فيه عناصر عدة لتشكل من خلال اجتماعها الكلي ميزته الخاصة، ذلك أن هذا الاجتماع لا يتم بين عناصر متساوية، حيث إن بعض العناصر قد يهيمن حتى يظهر وكأنه الوحيد المعتمد دون سواه، أو أن بعضه الآخر قد يتراجع حتى يبدو كأنه قد تلاشى أو غاب عن العمل القصصي أو الروائي. وإذا كان المستوى السردي يقرر الطابع الفني للقصة أو الرواية، فإن التركيب الخاص الذي يخرج به لعناصره هو الذي يقرر الطابع المتميز لهذه أو تلك مقابل سواها من الأعمال المماثلة الأخرى.
ليس أدل على ما نعلنه من تناول الرواية الهامة للروائي والكاتب الفلسطيني عارف الأغا (قوة الأشياء)، بغرض البحث في جماليتها الفنية الخاصة: فالأحكام في الدراسات الأدبية تأخذ أهميتها الفعلية ولا يتضح جدواها العملي إلا من خلال ما تقدمه من فعالية في فهم النصوص وكفاية في تحليلها.

### الراوي المتعدد والقص الشعبي
يحتل صوت الراوي في قوة الأشياء موقع المهيمن في المستوى السردي، مما لا يجعله يتصدر بقية العناصر الأخرى في إعطاء النص الروائي قيمته الجمالية وحسب، بل إن هذه العناصر الأخرى لا تجد مرتكزها الفعلي من دون هذا الصوت بالتحديد. فتنظيم السرد القصصي خاصة في عملية التأخير التي تطبعه، وزمان السرد القصصي خاصة في تداول مساواته وإيجازه لزمن الحكاية وأحداثها (تصرفات شخصياتها)، ووتيرة السرد في اعتماده التكرار بشكل خاص، كما النمط السردي من حيث أسلوب التعبير المستعمل أو من حيث المنظور المعتمد، جميع هذه العناصر تبدو مرتهنة لصوت الراوي في موقعه من الإطار الحدثي الزمني ــ المكاني للحكاية.
ليس لنا إلا أن نأخذ مثلاً للتدليل على ذلك مع إيجاز التعليق حوله، ففي الصفحة 42 يقول الراوي: (بيبرس يتجول في الشوارع بسيارته المكشوفة يوزع أحلاماً وقبلاً وأسماء جميلة، وهب الشعب غنائم الفرنجة، صارت مدرستي ملكاً للشعب وأطلق عليها اسم «معهد الحرية» وصرت أنا معها حراً أيضاً، حر في أن أهيم في الشوارع والمنتزهات. أغلق القسم الداخلي ولم يعد مكان آوي إليه، أنا الآن حر في أن أنام في العراء، نسي بيبرس أن يهبني أما أو حتى ثقباً في جدار). من السهولة أن نلحظ تعدد الرواة، وانتقال الخبر من صوت راو إلى صوت راو آخر. فالراوي الأول الذي ينقل الخبر بأكمله يعتمد راوياً آخر، هو هنا مجهول لم يعرف، ينقل بدوره خبراً محدوداً في سياق الحكاية ككل. في هذا الانتقال يتم سرد قصصي نجد فيه تأخير لذكر المشهد المشار إليه. بما أن الحكاية قد تجاوزته سابقاً حين أعلن عمر تركه لخياله: يقول: (أترك لخيالي حرية أن أتحول إلى سحابة تحلق عالياً فوق العواصم والجبال، أيقظتني معدتي من شرودي، من نشوة حريتي، تسلل الجوع إلى أطرافي وراسي، صداع ووهن وحرية، انهض فالموتى وحدهم أنصار الرقاد «لا حرية بلا خبز بلا عمل» ص 42 وبعدها نشهد حوارية بين العديد من الرواة بين الخباز وعمر الراوي الأساسي. وبين الراوي الأساسي ورجل الأعمال صاحب المطبعة.. مع أن الراوي الثاني (المجهول) يعتمد راوياً آخر هو صاحب المطبعة نفسه الذي يعتمد بدوره راوياً رابعاً هو الذي ينقل لنا أخبار زوجتيه وبناته وعلاقته مع عشيقته التي ستكون الثالثة. كما أن هذا الانتقال المتسارع يطرح عملية استفهام حول شخصية الراوي المذكور في النص. هل هو عمر أم الراوي الذي يعتمده الكتاب الذي يقرأه، مع ذلك نلاحظ في هذا الموضوع الملتبس التباساً آخر يرتبط به، فالنص المنقول يمكن عدّه نوعاً من السرد المتساوي زمانياً مع زمن الحكاية، ولكن أيضاً عدّه نوعاً من التلخيص لما حصل في الحكاية المتضمنة. ضمن هذا التصوّر الأخير بإمكاننا أن نجد، بتعبير أدق، ليس فقط تناوب المشهد مع التلخيص (حوار عمر مع الفران ــ حوار عمر مع صاحب المطبعة). وإنما أيضاً تناوباً آخر بين الأسلوب غير المباشر والأسلوب المباشر، ومنظوراً مزدوجاً يلجأ إليه النمط السردي في انتقاله من الخارج إلى الداخل، فالخارج ببساطة لا يجسر عليها الرواة الثلاثة السابقون هنا، هذا الاختلاف هو مظهر آخر لاختلاف الرواة بين غياب عن المعطى الزمني ــ المكاني للحكاية وحضور فيه.... نخلص من ذلك كله إلى أن صوت الراوي حاسم في تحديد بقية عناصر المستوى السردي. وبالتالي يلعب دوراً متميزاً عن سواه في المساهمة في جمالية النص الروائي. وإذ نقصر بحثنا هنا حوله فإن ذلك يعد توقفاً عند أهم العوامل الفاعلة في جمالية هذا النص (قوة الأشياء). إن كثافة التنظير الباختيني للخطاب الروائي واحتواؤه مفاهيم تحليلية وإجرائية تعمق أسئلة النص الروائي وتبلورها في صيرورة جهاز مفاهيمي متماسك يعيد النظر في طبيعة الرواية بوصفها جنساً أدبياً ويعدّ مفهوم المنولوجية ومفهوم تعدد الأصوات من أهم المفاهيم التي استخدمها الروائي عارف الأغا داخل روايته. يقول في الصفحة 95 (أنا عاطفي هذا صحيح، بل أعيش بعواطفي، ولكن علي أن استخدم عقلي بشكل أفضل، فهو بالتأكيد أداة النصر في النهاية، سواء لجهة الوباء أو لجهة صراعي الضمني معها، لقد رفض أن يركع لي لأنه يعرف نقاط ضعفي، ولا بد لي من أن اجعله يحترم مواطن القوة في، يحترم إنسانيتي، أنا أيضاً أملك قوى خارقة مثله، ولكنني بالتأكيد لا استخدمها بشكل صحيح وربما أجهلها، حسنٌ ليتفسخ ويموت من لا يستطيع أن يرد عن نفسه التفسخ والموت، بالعقل وحده سوف أهزم هذا الشيطان الرجيم، سأكون حذراً ولن أعدم الوسيلة لتحقيق ذلك).
على كل حال تشير الرواية منذ مطلعها إلى هذا الدور. فمنذ الصفحة الأولى يبرز تساؤل لا يلبث أن يتحدد الجواب عنه شيئاً فشيئاً على امتداد الصفحات اللاحقة حتى يجد في الأخيرة منها اكتماله النهائي. هذا التساؤل يتعلق بهوية الراوي. فعندما تبدأ الرواية على النحو التالي: (منذ عام أو ربما مئة عام لا فرق نعيش بقوة دفع الأيام وحدها. أرقب انطفاء ألق روحي، أشهد ذبولها وانحلالها، أعد الدقائق التي تتمطى في كياني، أهرب من طنينها، أدور حول نفسي، نصرخ بملء صوتنا فيغيب في داخلنا ويتردد رجع الصدى في أعماقنا ارتجافاً محموماً) صفحة 5. نتساءل مباشرة من يروي؟؟؟ (من يحكي؟؟) هل الراوي فرداً أم جماعة؟ كيف يمكن تصور راو جماعي ــ وفردي على هذا النحو؟؟
بيد أن تأكيد جماعية السرد في مطلع الرواية، على الرغم من ما تلبث أن تكشف عنه الصفحات اللاحقة من تحقيق أدق. هو إشارة هامة إلى جماعية أخرى. إلى مجتمع تسعى رواية قوة الأشياء أن تكون تعبيراً سردياً عنه، وفي سعيها هذا ترسم معالمه البارزة على أنه مجتمع «شعبي» يجعل الرواية بدورها في خانة القصص النوعي الفلسفي الذي يحمل في طياته معان فلسفية واقعية غاية في الأهمية. إلا أن الراوي يتحدد أكثر بعد الصفحة 45 حيث يبرز (أنا) المتكلم المفرد جاعلاً السرد ذا طابع ذاتي بارز. والراوي هنا يتفرد عن تلك الجماعية ويتميز من دون أن يخرج من إطارها، فالأنا المذكور واحد من أبطال العمل الروائي (صاحب المطبعة) بــ «نحن» الفقرة الأولى صفحة 47 وهو يصدق عليه ما يدور حوله وما يذكره من حالة استلاب لقوة الإنسان وإرادته. إنما أيضاً يتمتع الراوي الأصلي أي الراوي الأول «عمر» بخاصية تميزه وهي قدرته على ما يدور في العالم الخارجي وحديثه المتواصل عن (الغيمة السوداء) التي يرمز لها الكاتب بمعان كبيرة. ترمز إلى الوباء القادم وتشكل مدخلاً لقدومه، كما ترمز إلى ولوج جديد في عالم المدينة العابق بسخام الوباء، التي فقدت قدرتها على مواجهته واستسلمت له من دون أن تحاول مجابهته وتركته يحصد الموتى في شوارعها وأزقتها وفي نفوس أبنائها منتظرة رحيله بمنطق قوة الأشياء، منطق الطبيعة العمياء التي لا تؤمن بأي قيم أخلاقية ومنطق.
لكن الحديث عن مشاهدات وعن شعور وإحساس بالخطر الداهم كأنه مفتاح السرد، أو هو لبه ولولبه، فالسرد ينطلق من هذا الوصف الدقيق لتغيرات المجال الأعلى (السحابة السوداء) أو أنه يدور حوله، ومع هذا التحديد تتم إعادة تشكيل لمطلع الرواية. فمصدرها ليس الرعب وإن تعارضت معه، كما لا تنفي الذاتية الجماعية وإن تميزت عنها وتعارضت معها.
إن النص الروائي هنا ــ في حده الأدنى ــ هو ذلك الكيان اللغوي الذي يتخذ ميثاقاً في التواصل شحنة الإيحاء على مستوى التشخيص وعرض الكون المتخيل والرمزي، وبقدر ما نعدّ رواية قوة الأشياء في هذا السياق تمظهراً لغوياً، بقدر ما نوسعه بعد ذلك حتى يتسم به درجات أخرى من التمفصل والتعبير بحسب درجات التشخيص التركيبية على مستوى المظاهر اللغوية، والدلالية على مستوى مظاهر "المعنى" هذا إذا كنا نبحث عن نقاط التقاء بين مجمل التصورات الإجرائية والتحليلية في مختلف المقاربات النظرية للمناهج الأدبية. أما إذا اقتصرنا في تصورنا على مفهوم النص الروائي "قوة الأشياء" فإن أهم السمات النظرية والمنهجية ستكون ولا شك العلائق التي تأسس وتقوم بين الأنظمة المتراكبة داخل الخطاب الروائي بوصفه محكياً يقوم على أساس وجود (مسرود) أي "وقائع، وأحداث...." ووجود (وصف) أي "فضاءات، تقديم شخصيات" وكذلك وجود (خطاب) أي "كيفية تقديم المسرود والوصف وفق رؤية، أو صيغة سردية، أو ما يعرف بــ "تبثيرات" أي العلائق المورفولوجية أي النظام المنطقي في علائق السببية بين المكونات المذكورة قبل قليل. وبين النظام الزمني، أي هيكلية سيرورة الأحداث كما يستحضرها الخطاب ويلونها وفق ما نسميه "زمنية السرد".
مع تحديد شخصية الراوي ومنطلقه الذي يعطي للسرد طابعاً خاصاً وشمولياً في أن يتسلسل هذا السرد تباعاً في سياق لا يصعب تعرّفه. فهذا الراوي ينقل في الصفحة 8 أخباراً عن شخصية أخرى. والأخبار المقصودة هي حكايات روتها له شخصيات أخرى أيضاً، غالباً ما تكون شخصيات مختلفة عنها هي التي روتها لها بدورها. فالحكاية الأولى المتضمنة مثلاً السيد الذي لم نعرف اسمه: يقول الروائي عارف الأغا: (وفي ركن قصي رجل يرسم بالألوان لوحة، وآخر يمزقها. ورجل يعزف على قيثارة، وآخر يقطع أوتارها. وافترش الأرض رجل طويل أحدب وراح يلهو مع نملة يعذبها قبل أن يجهز عليها براحته، هنا أناس يتجادلون، يتبادلون التهم والشتائم، أناس يقهقهون وآخرون يولولون.
وهناك أناس يغطون في نوم عميق ويشخرون، أي معرض بشري عجيب هذا) ص 65. على الرغم من أن الراوي يلعب دوراً مباشراً في السرد في بداية الرواية، أكثر مما لعبه في القسم الثاني من الرواية. فإنه لا يكف عن اعتماد رواة آخرين لا يقومون هنا برسم خطوط متعددة لتلقي في مركز واحد: شخصية عمر. كما هو حالهم ــ أي مجموع الناس في المدينة ــ وإنما يقومون بسرد قصصي إخباري يستعيد حادثة أو واقعة سبق ذكرها. والراوي هنا يتناولها من جديد ليوضح ما هو ملتبس وغامض فيها. وليعطيها بعداً وأهمية جديدين مختلفين عما كان لها أن تتخذه في غيابه. (راجع الرواية من صفحة 77 حتى 81). والواضح أن الواقعة ــ أي واقعة الوباء ــ التي تشكل عصب الحكاية التي يشتمل عليها القسم الأول من الرواية تبدو لاحقاً غير مستوفاة السرد عندما تذكر شخصيات أخرى إخباراً لوقائع وأوضاع لم يرد ذكرها في قصص الرواة السابقين. فــ «عمر» يقول: (لا يعرف قيمة الحرية من لم يذق مرارة الحجز خلف أبواب حديدية، وبين جدران كالحة صماء. هنا في هذا المكان الرهيب المحاط بالأسوار المكهربة، والرجال المسلحين المتغطرسين، تكتشف العالم من جديد، ويظهر لك الواقع عارياً لا زيف فيه ولا رياء. هنا صورة مصغرة ناطقة لعالم واسع. لعالم مزيف يقع. هنا تسمى الأشياء بأسمائها مجردة من الصفات والألقاب، ويظهر الإنسان كما عرفته الطبيعة) صفحة 80. هناك ما يشير إلى تنامي الحكاية وتفاعل أحداثها التي ترتبط مباشرة وبشكل وثيق بطريقة في السرد ترتكز على التضمين القصصي، اعتماداً على رواة متعددين يتعاقبون متصلين بحركة ديناميكية، تؤلف بحد ذاتها خط التصعيد الدرامي الفاعل إثارة وتشويقاً في حكاية القسم الأول.
في القسم الثاني تعتمد الطريقة نفسها لرواية واقعة مماثلة تؤدي بدورها إلى حدث فاجع وهو الحديث عن امرأة معلمه صاحب المطبعة والعلاقة التي تنشأ بين عمر وصفاء، التي أيقظت لظى النيران من جديد في حياة عمر. فمن جهة يعتقد أنه ارتكب فاحشة كبيرة عندما عاشرها يقول: (غسل المطر جبين غربتي، استراح جسدي، غطى الرماد وهج الجمر، طويت أشرعتي صار لي مرفأ ألجأ إليه، لكن الدنس علق بأهداب روحي، ياللسماء، كيف حصل هذا؟ هل أجد الشجاعة لأنظر في عينيك يا معلمي، لن تغفر لي خطيئتي ولن أغفر لنفسي، ضميني أيتها المرأة المحرومة. اشبكي ذراعيك حولي، أمنيني الأمان، أنا خائف، أنا جبان، نذل، أناني تباً لي من رجل تعس يستحق أن ينزل به أقصى عقاب) صفحة 50. من جهة أخرى سعى الكاتب لأن يعبر عن ارتهان الرجل لامرأة ما كان يرى فيها سوى أمه أو أم أحمد أو... لكنه من جهة أخرى بين الكاتب قدرته الهائلة على التعبير عما يختلج الروح والنفس والجسد يقول: (وحين لامست يدها الناعمة ذراعي أحسست بوهج يطفح على وجهي، جذبتني برفق إلى أعلى فنهضت طائعاً. وقفنا وجهاً لوجه شبه متلاصقين، وصل بيننا تيار كهربائي فالتحم القطبان برفق واستقرت يدها حول خصري وعبق أريجها يملا رئتي كما التقت شفاهنا العطشى، كان حنينها إلى الماء قديماً وكان مائي صاخباً متدفقاً كالسيل في الأعالي، وشهدت الأريكة حوار جسدين ساخنين يرتعشان رعشة الخلق والحياة). صفحة 50. في القسم الأخير من الرواية يقدم الراوي وحده دون الاعتماد على أي صوت آخر غير ذاكرته ليستعيد ما سبق ورواه المحامي حيث قال: (هذا الدينار الأحمر يقلب الأمور رأساً على عقب، يزحزح الصخور من تلقاء نفسها يحولك إلى سجين تافه لا يصلح إلا للبصاق عليه إلى رجل محترم غدر به الزمان دون إرادة منه، كان الحارس يسحب الورقة الحمراء من يدي كما تسحب الضفدعة الحشرة الطائرة وتختفي، تختفي كالبرق في جيوبه الواسعة). صفحة 81. إن أهم سمات الرواية تمتعها بامتلاكها جملة من الخصائص التركيبية والموضوعية والأسلوبية التي تطبع الخطاب الروائي وتجعل (رؤية) النص الروائي لا تنتسب إلى المؤلف وحده، وإنما إلى مجرة من الذوات التي تتخيل خطاب الرواية، سواء تعلق الأمر بالذوات الداخلية للنص ــ الشخصيات أساساً ــ أو الذوات الخارج ــ نصية كذوات إحالية أو مرجعية. ويكون العبر إليها هو قياس درجة تعالق رؤية المؤلف مع رؤى «شخصياته» التي يحركها عن قصد انطلاقاً من فرضية امتزاج «صوت» المؤلف بأصوات هذه الشخصيات، وحينئذ تصير «الرؤية» التي يمكن نسبتها إلى المؤلف رؤية مسكونة برؤية شخصياته.
في مجال اللغة استخدم الروائي عارف الأغا اللغة المكثفة ليبين لنا مدى قدرته ومعرفته الواسعة بقواعدها، فقد استخدم في رواية قوة الأشياء أنماطاً لغوية للجملة الفعلية، مثلاً استخدام الفعل الناقص كان ماضياً ومضارعاً، واستخدام الاستفهام بــ (هل) و(أين) و(كيف)، كما استخدم الاستفهام بــ (لماذا) مع الفعل المضارع، واستخدم (لقد) مع الفعل، واستخدم الفعل الماضي مع واو الجماعة، واستخدم أحرف العطف بكثرة لربط الجمل الفعلية بعضها ببعض. أما الأنماط اللغوية الجملة الاسمية فقد استخدم الضمير المنفصل مبتدأ وخبره مفرد، والضمير المنفصل والخبر موصوف، الضمير المنفصل مبتدأ والخبر جملة فعلية، كما استخدم اسم الإشارة مبتدأ مع خبره، واسم الحرف المشبه بالفعل ضمير وخبره جملة فعلية فعلها مضارع.
تستدعي رواية قوة الأشياء التوقف عند مفاتنها، تحيلنا إلى شرائح زمنية مقتطعة من تاريخ الذاكرة الجزئية، استطاعت أن تتحكم بأحوال من إدهاشات مختزنة بشحنة عالية توازي حجم الاندحارات العاطفية التي تعيشها، وتدفعنا إلى الانسجام في ثناياها دون تردد.
في الرواية مستويان، مستوى واقعي ومستوى تخيلي، يتداخلان ليشكلا وحدة عضوية تربط بين واقع الفرد بطل الرواية (عمر أيوب)، وبين عصره الموبوء، وقد حاول في لقائه مع السيد أن يقف إلى جانب إنسان عصره رغم فقدانه لذاكرته، مجسداً في هذه الحالة بعده الإنساني في مواجهة السيد الذي يكن منتهى الاحترام لأنه أو من رفض الخضوع وقال لا، لكنه توصل إلى يقين بأن أناسه الذين من حوله كانوا ضحية الوباء ولم يكونوا أبداً بمستوى تحديه، فحلت عليهم لعنة عمر أيوب بطل الرواية الذي اكتشف أنهم جميعاً مشوهون وأنه هو أيضاً واحد منهم.
كما تقول الرواية من خلال حياة عمر أيوب وما مر به من حالة هبوط وصعود إن في عصر الوباء هذا الذي يغتال فيه حلم ليس هناك سوى خيار من اثنين إما قاتلا أو قتيلا، واختار في لحظة غضب جنوني أن يكون قاتلا لكن أبناء عصره (مدينته) انتقموا منه على طريقتهم فأرادوا قتله لكنه كما يقول الشاعر الفلسطيني محمود درويش (نسي أن يموت) وردد عبارته الأخيرة (اللعنة عليكم جميعاً).
إنه احتجاج على عصر لا يجد أي عاقل سوى أن يلعنه، إنه روح عصر لا روح له.